# 宿迁职业技术学院
宿迁职业技术学院，是位于江苏省宿迁市的一所公办普通专科高校，2010年由鱼化龙集团接管。

## 历史
2000年，宿迁师范学校（1956年建立）、宿迁教师进修学校（1987年建立）、沭阳师范学校组建徐州师范大学宿迁分校。
2000年，中国矿业大学宿迁职业技术学院建立。
2002年，中国矿业大学宿迁职业技术学院准备筹建为宿迁职业技术学院，徐州师范大学宿迁分校、江苏广播电视大学宿迁分校并入。
2002年，筹办宿迁学院，宿迁学院（筹）与宿迁职业技术学院（筹）合署。
宿迁学院筹建完成，但宿迁职业技术学院并不归属，直到2010年，鱼化龙集团接替主办宿迁职业技术学院。

## 专业设置
- 经济管理系
- 文学系
- 理工系
- 建筑工程系
- 基础教学部